# Di-hidroestreptomicina
A di-hidroestreptomicina é um antibiótico criado a partir da estreptomicina. É pouco usado por causa da sua toxicidade afetando o nervo auditivo.